# Câmpina
Campina (románul:Câmpina) város Prahova megyében, Munténiában, Romániában.

## Fekvése
A municípiumot három folyó veszi körül: Câmpinița, Doftana, Prahova; létrehozva a Câmpinai-fennsíkot.

## Történelem
A várost először 1503-ban említették, 1583-ban pedig már egy fontos vámszedő hely volt, úton Erdély felé.
1864-ben városi rangot kapott.
1879 június 1. - átadták a Ploiești-t Predeál-lal összekötő vasutat megállóval Câmpina-n
1890-ben itt állították fel Románia első kőolaj-fúrótornyát, ezt követően 1895-ben felépítették Európa addigi legnagyobb kőolaj-finomítóját.
1994-ben municípium lett.

## Lakossága
| Nemzetiségek        | 2002  | 2002   |
| ------------------- | ----- | ------ |
| Románok             | 38201 | 98,48% |
| Romák               | 422   | 1,08%  |
| Magyarok            | 56    | 0,14%  |
| Németek             | 30    | 0,07%  |
| Görögök             | 16    | 0,04%  |
| Lipovánok           | 8     | 0,02%  |
| Olaszok             | 6     | 0,01%  |
| Zsidók              | 6     | 0,01%  |
| Ukránok             | 5     | 0,01%  |
| Szlovákok           | 4     | 0,01%  |
| Lengyelek           | 3     | 0,01%  |
| Tatárok             | 2     | 0,0%   |
| Örmények            | 2     | 0,0%   |
| Törökök             | 1     | 0,0%   |
| Szerbek             | 1     | 0,0%   |
| Bolgárok            | 1     | 0,0%   |
| Csehek              | 1     | 0,0%   |
| Egyéb nemzetiségűek | 18    | 0,04%  |
| Nem nyilatkoztak    | 6     | 0,01%  |
| Összesen            | 38789 | 100,0% |

## Kultúra
Az irodalom számos, jeles román képviselőjét ragadta meg és késztette írásra a várost övező érintetlen és vadregényes környezet:
Cezar Bolliac, Dimitrie Bolintineanu, Ion Heliade Rădulescu, Bogdan Petriceicu Hașdeu, George Coșbuc, N.Grigorescu, C-tin Istrati, Eugen Jebeleanu, Geo Bogza stb.